# Joaquim Manoel Gonçalves

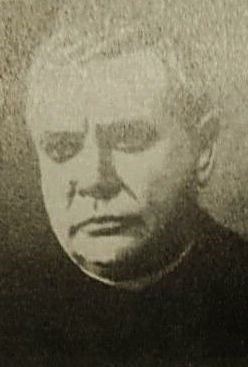

Monsenhor Gonçalves é parte da história de São José do Rio Preto onde desempenhou um importante papel religioso e educacional fundando o Instituto de educação Monsenhor Gonçalves que hoje pertence ao patrimônio histórico de São José do Rio Preto.

## Nascimento e filiação
Monsenhor Joaquim Manoel Gonçalves nasceu em Braga Portugal em 27/11/1869 e era filho de Manoel Caetano Gonçalves e Ana Maria Gonçalves.

## Trajetória
Estudou do primário até a ordenação em Braga. Foi professor de latim no seminário maior e ordenado sacerdote em 22 de dezembro de 1894, na cidade de Braga. Foi vigário em algumas paróquias da cidade. A sua ordenação serviu de estímulo à sua irmã, Ana Maria da Natividade, que se fez freira e foi missionária em Angola, e a quatro sobrinhos brasileiros, entre eles D. José Joaquim Gonçalves, bispo da diocese de Cornélio Procópio, no Paraná; Monsenhor Luiz Gonzaga Gonçalves, professor e jornalista em Curitiba, padre Antonio Maria Gonçalves, vigário de Miguelópolis; e, Madre Marta Maria, do Colégio Santo André, de São José do Rio Preto.
Monsenhor Gonçalves viveu exilado na Espanha em 1912, e na França em 1913. Com a implantação da república em Portugal, em 1910, muitos sacerdotes deixaram o país, dirigindo-se para o Brasil, entre eles o padre Joaquim Manoel Gonçalves. Com isso, em 1912, requereu ao Arcebispo de Braga autorização para exercer o sacerdócio no Brasil, onde chegou em 1913. Em outubro de 1913, Monsenhor Gonçalves foi nomeado Capelão do Colégio São José, em Jaú. Em março de 1915, foi nomeado vigário de Jaboticabal, na diocese de São Carlos. Para isso recebeu autorização do Arcebispo de Braga, onde continuava encardinado, em 13 de abril daquele ano. Em 14 de maio de 1927, foi nomeado pelo Arcebispo de São Carlos, D. José Marcondes Homens de Mello, vigário da Paróquia de São José do Rio Preto, onde ficou  até 1931.
Foi um dos fundadores do Ginásio Diocesano (1929), que a partir de 1939, com a doação do prédio para o Estado, leva o nome de E.E.S.G. Monsenhor Gonçalves, e, com a mudança de nomenclatura das escolas, passa-se a se chamar E. E. Monsenhor Gonçalves; é também nome de rua na Vila Ercília. Foi presidente da Sociedade Beneficente de São José Rio Preto em 1931, foi um dos líderes regionais da Revolução Constitucionalista de 1932. Com a derrota dos revolucionários foi capturado e espancado, juntamente com Leonardo Gomes e Laudelino Cunha Vianna pelas forças mineiras de ocupação.  Foi cura da Catedral, de 1931 a 1935 e camareiro secreto de 1935 a 1941; capelão do Asilo Bom Pastor, em São Paulo de 1941 a 1944. Faleceu de morte natural em 21 de dezembro de 1944, na cidade de São Paulo..